# City of New York (Schiff, 1861)
Die City of New York war ein 1861 in Dienst gestelltes Passagierschiff der britischen Inman Line, das auf der Strecke von Liverpool nach New York im Einsatz stand. Am 29. März 1864 lief das Schiff am Daunt Rock auf Grund und sank nach fehlgeschlagenen Bergungsversuchen.

## Geschichte
Die City of New York entstand unter der Baunummer 107 in der Werft von Tod and MacGregor in Glasgow und lief am 12. April 1861 vom Stapel. Nach der Ablieferung an die Inman Line am 18. Juli 1861 nahm das Schiff den Liniendienst von Liverpool nach New York auf, den es die nächsten knapp drei Jahre bediente.
Am 29. März 1864 lief die unter dem Kommando von Kapitän James Kennedy stehende City of New York am Daunt Rock auf Grund, Menschen kamen hierbei nicht zu Schaden. Versuche zur Bergung des erst drei Jahre alten Schiffes schlugen fehl. Es wurde schließlich durch die Wellen zerschlagen und versank am 7. April 1864. Die Wrackteile sind in einem großen Radius um den Daunt Rock verteilt, an dem bereits mehrere andere Schiffe verunglückten.
1911 lief die Ivernia der Cunard Line ebenfalls am Daunt Rock auf Grund und schlug Leck, konnte jedoch geborgen werden. Im aufgerissenen Rumpf wurden Teile eines alten Schiffswracks gefunden, deren Ursprung man bei der City of New York vermutete. Es könnte sich jedoch auch um Trümmer der 1868 an derselben Stelle verunglückten Chicago der Guion Line gehandelt haben.